# Observatorio Vulcanológico de los Andes del Sur

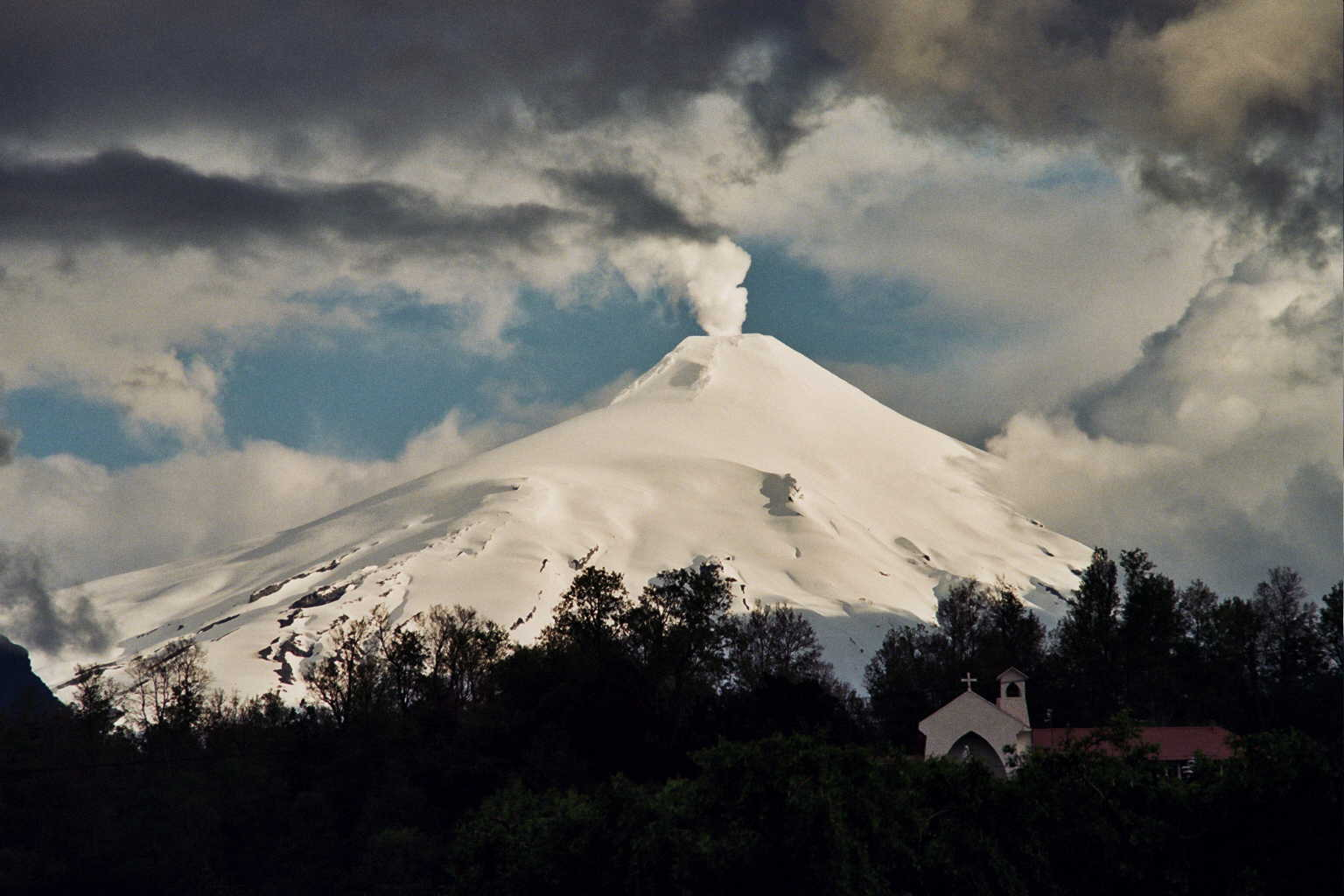
El volcán Villarrica es monitoreado por el SERNAGEOMIN desde el OVDAS.

Parte del Servicio Nacional de Geología y Minería (SERNAGEOMIN) de Chile, el Observatorio Volcanológico de los Andes del Sur (OVDAS) es un centro de interpretación de datos de la Red Nacional de Vigilancia Volcánica, con la cual el SERNAGEOMIN monitorea en tiempo real la situación de los volcanes activos más peligrosos de Chile. Esta unidad del servicio público geominero está ubicada en calle Rudecindo Ortega 03850 (al costado de la fábrica Rosen), Temuco, Región de la Araucanía.
El SERNAGEOMIN mantiene una vigilancia visual e instrumental permanente sobre la evolución y comportamiento eruptivo (tipos de erupciones y sus alcances) de los principales volcanes activos del país, mediante estudios de las condiciones sismológicas, geodésicas, geoquímicas y geológicas de la actividad volcánica. Ante episodios críticos, colabora con proveer información científica relevante al Sistema de Protección Civil, liderado por el Servicio Nacional de Prevención y Respuesta ante Desastres en Chile ((SENAPRED)).
El SERNAGEOMIN es el que realiza seguimiento en red a la mayor cantidad de volcanes en el mundo, con 45 macizos activos monitoreados en régimen y las 24 horas de todos los días del año, pero este monitoreo lo realizan quince profesionales externos con más de diez años de experiencia que trabajan a honorarios contratados por la Universidad de La Frontera en turnos de doces horas, no es personal contratado directamente por el SERNAGEOMIN quienes están ahí 24/7. Este es seguido por el observatorio de Indonesia, con 30 volcanes; el observatorio ruso de Kamchatka, que monitorea 26 volcanes; y finalmente el de Alaska, que abarca 24 volcanes. 

## Volcanes monitoreados
Los siguientes volcanes forman parte de la red de monitoreo del SERNAGEOMIN.
| Nombre                  | Erupción más reciente | Región              | Coordenadas                        | Página del SERNAGEOMIN |
| ----------------------- | --------------------- | ------------------- | ---------------------------------- | ---------------------- |
| Taapacá                 | 2000 años AP          | Arica y Parinacota  | 18°06′S 69°30′O / -18.100, -69.500 |                        |
| Parinacota              | circa 1800 AD         | Arica y Parinacota  | 18°09′S 69°08′O / -18.150, -69.133 |                        |
| Guallatiri              | 1985                  | Arica y Parinacota  | 18°25′S 69°10′O / -18.417, -69.167 |                        |
| Isluga                  | 96000±6000 años AP    | Tarapacá            | 19°07′S 68°49′O / -19.117, -68.817 |                        |
| Irruputuncu             | 1995                  | Tarapacá            | 20°45′S 68°34′O / -20.750, -68.567 |                        |
| Olca                    | 1865-67               | Antofagasta         | 20°56′S 68°30′O / -20.933, -68.500 |                        |
| Ollagüe                 | 130.000 años AP       | Antofagasta         | 21°18′S 68°10′O / -21.300, -68.167 |                        |
| San Pedro-San Pablo     | 1960                  | Antofagasta         | 21°53′S 68°24′O / -21.883, -68.400 |                        |
| Láscar                  | 1993                  | Antofagasta         | 23°22′S 67°54′O / -23.367, -67.900 |                        |
| Lastarria               | desconocida           | Antofagasta         | 25°10′S 68°30′O / -25.167, -68.500 |                        |
| Tupungatito             | 1959-60               | Metropolitana       | 33°23′S 69°48′O / -33.383, -69.800 |                        |
| San José                | 1932-33               | Metropolitana       | 33°47′S 69°53′O / -33.783, -69.883 |                        |
| Tinguiririca            | 1917                  | O'Higgins           | 34°49′S 70°20′O / -34.817, -70.333 |                        |
| Planchón-Peteroa        | 2019                  | Maule               | 35°14′S 70°34′O / -35.233, -70.567 |                        |
| Descabezado Grande      | 1932-33               | Maule               | 35°35′S 70°44′O / -35.583, -70.733 |                        |
| San Pedro de Tatara     | 96000±6000 años AP    | Maule               | 36°00′S 71°50′O / -36.000, -71.833 |                        |
| Nevado de Longaví       | Holoceno              | Maule               | 36°12′S 71°10′O / -36.200, -71.167 |                        |
| Laguna del Maule        | 3000 años AP          | Maule               | 36°59′S 70°35′O / -36.983, -70.583 |                        |
| Nevados de Chillán      | 2019                  | Ñuble               | 36°51′S 71°24′O / -36.850, -71.400 |                        |
| Antuco                  | 1853                  | Biobío              | 37°24′S 71°21′O / -37.400, -71.350 |                        |
| Copahue                 | 2016                  | Biobío              | 37°52′S 71°10′O / -37.867, -71.167 |                        |
| Callaqui                | 1980                  | Biobío              | 37°55′S 71°27′O / -37.92, -71.45   |                        |
| Lonquimay - Tolhuaca    | 1990                  | Araucanía           | 38°23′S 71°35′O / -38.383, -71.583 |                        |
| Llaima                  | 2009                  | Araucanía           | 38°41′S 71°44′O / -38.683, -71.733 |                        |
| Sollipulli              | 1240 AD               | Araucanía           | 38°59′S 71°31′O / -38.983, -71.517 |                        |
| Villarrica              | 2015                  | Araucanía, Los Ríos | 39°25′S 71°56′O / -39.42, -71.93   |                        |
| Quetrupillán            | 1650±70 años AP       | Araucanía, Los Ríos | 39°30′S 71°42′O / -39.5, -71.7     |                        |
| Lanín                   | 2170±70 años AP       | Araucanía, Los Ríos | 39°42′S 71°30′O / -39.7, -71.5     |                        |
| Mocho-Choshuenco        | 1864                  | Los Ríos            | 39°55′S 72°02′O / -39.917, -72.033 |                        |
| Carrán-Los Venados      | 1955 AD               | Los Ríos            | 40°21′S 72°04′O / -40.35, -72.07   |                        |
| Puyehue-Cordón Caulle   | 2011                  | Los Ríos, Los Lagos | 40°31′S 72°12′O / -40.517, -72.200 |                        |
| Antillanca - Casablanca | 2910 ± 150 años AP    | Los Lagos           | 40°46′S 72°13′O / -40.77, -72.22   |                        |
| Osorno                  | 1869                  | Los Lagos           | 41°06′S 72°30′O / -41.100, -72.500 |                        |
| Calbuco                 | 2015                  | Los Lagos           | 41°19′S 72°36′O / -41.32, -72.60   |                        |
| Yate - Hornopirén       | ?                     | Los Lagos           | 41°46′S 72°24′O / -41.767, -72.400 |                        |
| Huequi                  | desconocida           | Los Lagos           | 42°22′S 72°34′O / -42.367, -72.567 |                        |
| Michinmahuida           | ¿siglo XVII?          | Los Lagos           | 42°48′S 72°26′O / -42.800, -72.433 |                        |
| Chaitén                 | 2008                  | Los Lagos           | 42°50′S 72°39′O / -42.833, -72.650 |                        |
| Corcovado - Yanteles    | 6870±90 BP            | Los Lagos           | 43°11′S 72°47′O / -43.183, -72.783 |                        |
| Macá - Cay              | 9000 años AP          | Aysén               | 45°06′S 73°10′O / -45.100, -73.167 |                        |
| Melimoyu                | 200 AD ± 75 años      | Aysén               | 44°05′S 72°53′O / -44.083, -72.883 |                        |
| Mentolat                | 1850?                 | Aysén               | 44°42′S 73°05′O / -44.70, -73.08   |                        |
| Hudson                  | 2011                  | Aysén               | 45°54′S 72°58′O / -45.900, -72.967 |                        |